# 아디티야 데브
아디티야 데브(Aditya Dev, 1988년 11월 1일 ~ 2012년 9월 13일)는 인도의 보디빌더이다. 소인증에 걸린 보디빌더로 유명하며, 대한민국에서는 《놀라운 대회 스타킹》에 출연하기도 했다. 2006년 기네스북에 최단신 보디빌더로도 등재되었다. 2012년 9월 13일 뇌출혈로 사망하였다.